# نبت عح
نبت عح، هي واحدة من بنات ملك مصر أمنحتب الثالث من الأسرة الثامنة عشر وزوجته الملكية العظمى تيي. كانت أختًا أصغر لـأخناتون.

## السيرة الذاتية
اسم نبت عح يعني سيدة القصر. كان اسمها، مثل اسم أختها الكبرى حنوت تا نب، يستخدم أيضًا بشكل متكرر كلقب للملكات. ربما كانت واحدة من أصغر أبناء الزوجين الملكيين، حيث أنها لا تظهر على الآثار التي تظهر فيها أخواتها الأكبر سنًا. تظهر على تمثال ضخم من مدينة هابو. هذا التمثال الضخم الذي يبلغ ارتفاعه 7 أمتار يظهر أمنحتب الثالث وتيي جالسين جنبًا إلى جنب، "وثلاث من بناتهم يقفن أمام العرش--حنوت تا نب، الأكبر والأفضل حفظًا، في الوسط؛ نبت عح على اليمين؛ وأخرى، دُمر اسمها، على اليسار."
على عكس أخواتها سات آمون وإست، لم تترقى إلى رتبة ملكة، ولقبها الوحيد المعروف هو ابنة الملك التي يحبها (اللقب المعتاد للأميرات). هذا، بالإضافة إلى حقيقة أنها بعد وفاة أمنحتب الثالث لم تُذكر بعد، يوحي بأنها ماتت في سن مبكرة. كان يُعتقد في وقت ما أنها أعيد تسميتها خلال إصلاحات آتون التي بدأها أخوها، وأنها هي نفسها الأميرة باكت آتون التي لم تُذكر قبل الإصلاحات.
تم تحديد المومياء المعروفة باسم السيدة الصغيرة على أنها والدة توت عنخ آمون. تم اعتبار نبت عح أو باكت آتون كمرشحتين لهوية هذه المومياء.